# A Forsaken Garden
A Forsaken Garden – wiersz angielskiego poety Algernona Charlesa Swinburne’a, opublikowany w tomie Poems and Ballads. Second Series, wydanym w 1878 w Londynie i wznowionym w 1885 w Nowym Jorku. Utwór składa się ze strof ośmiowersowych, zakończonych krótkim, trójsylabowym wersem.
In a coign of the cliff between lowland and highland,
At the sea-down's edge between windward and lee,
Walled round with rocks as an inland island,
The ghost of a garden fronts the sea.
A girdle of brushwood and thorn encloses
The steep square slope of the blossomless bed
Where the weeds that grew green from the graves of its roses
Now lie dead.
W wierszu można zaobserwować wiele przypadków zastosowania aliteracji, czyli współbrzmienia nagłosowego, będącego ulubionym środkiem stylistycznym poety: To the low last edge of the long lone land; The sun burns sere and the rain dishevels/       One gaunt bleak blossom of scentless breath; And the same wind sang and the same waves whitened.